# Heinrich Johann Merck

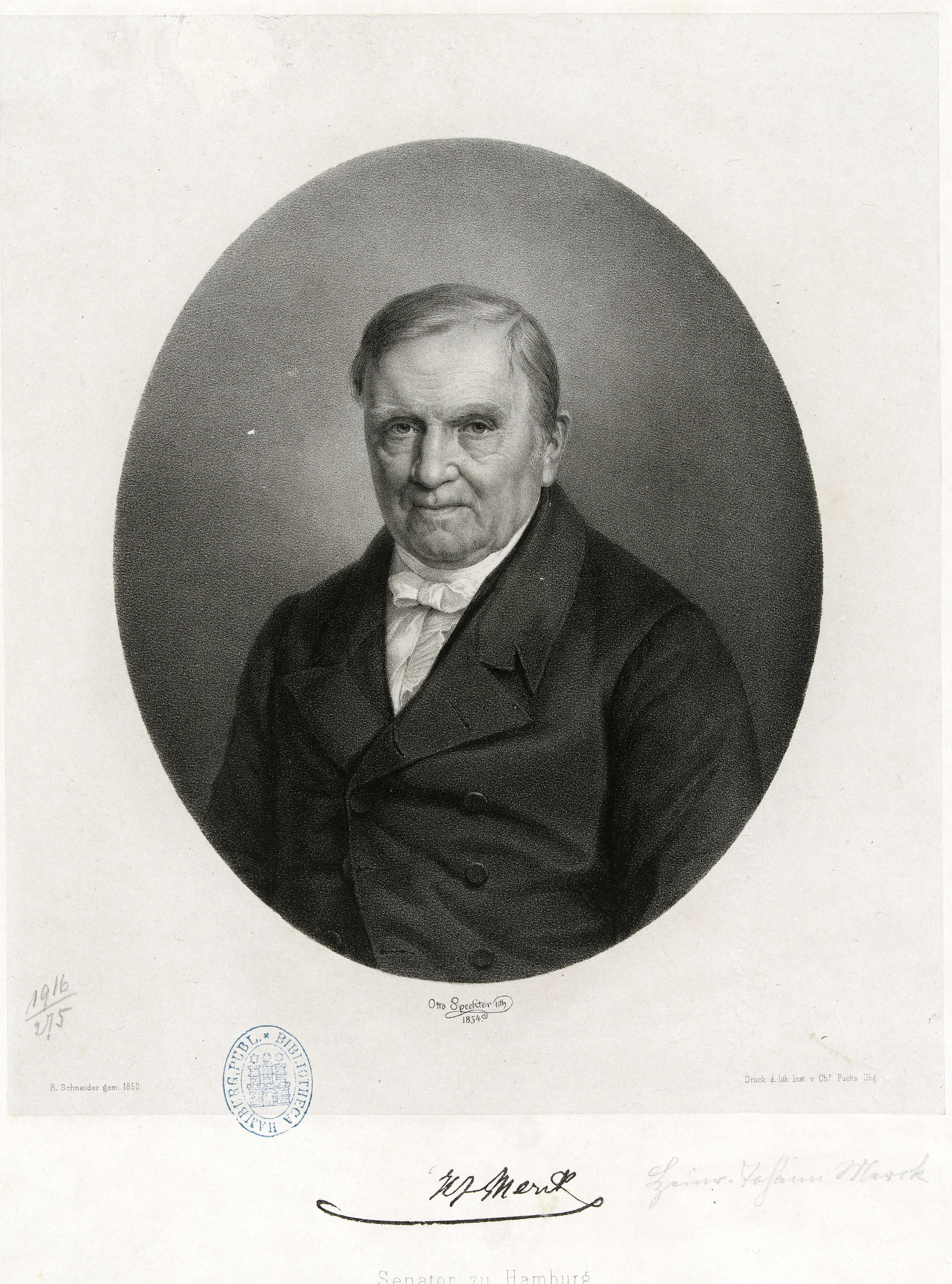
Heinrich Johann Merck, Lithografie von Otto Speckter

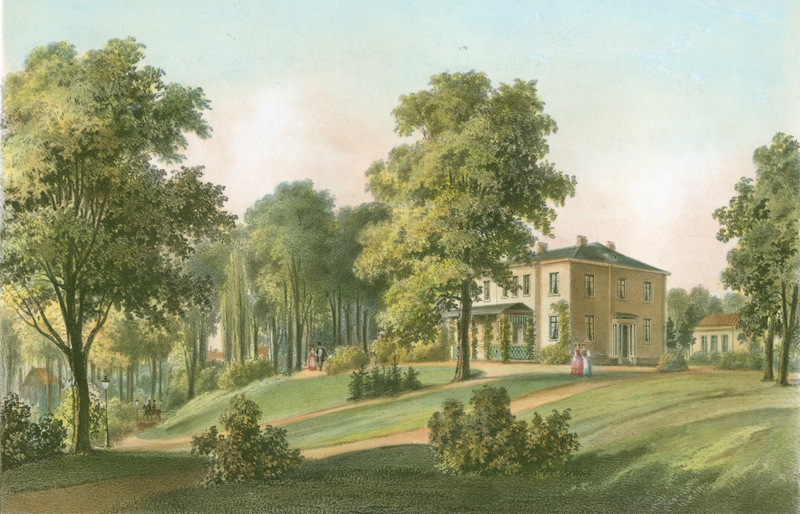
Landhaus Merck in Horn 1845, heute Blohms Park

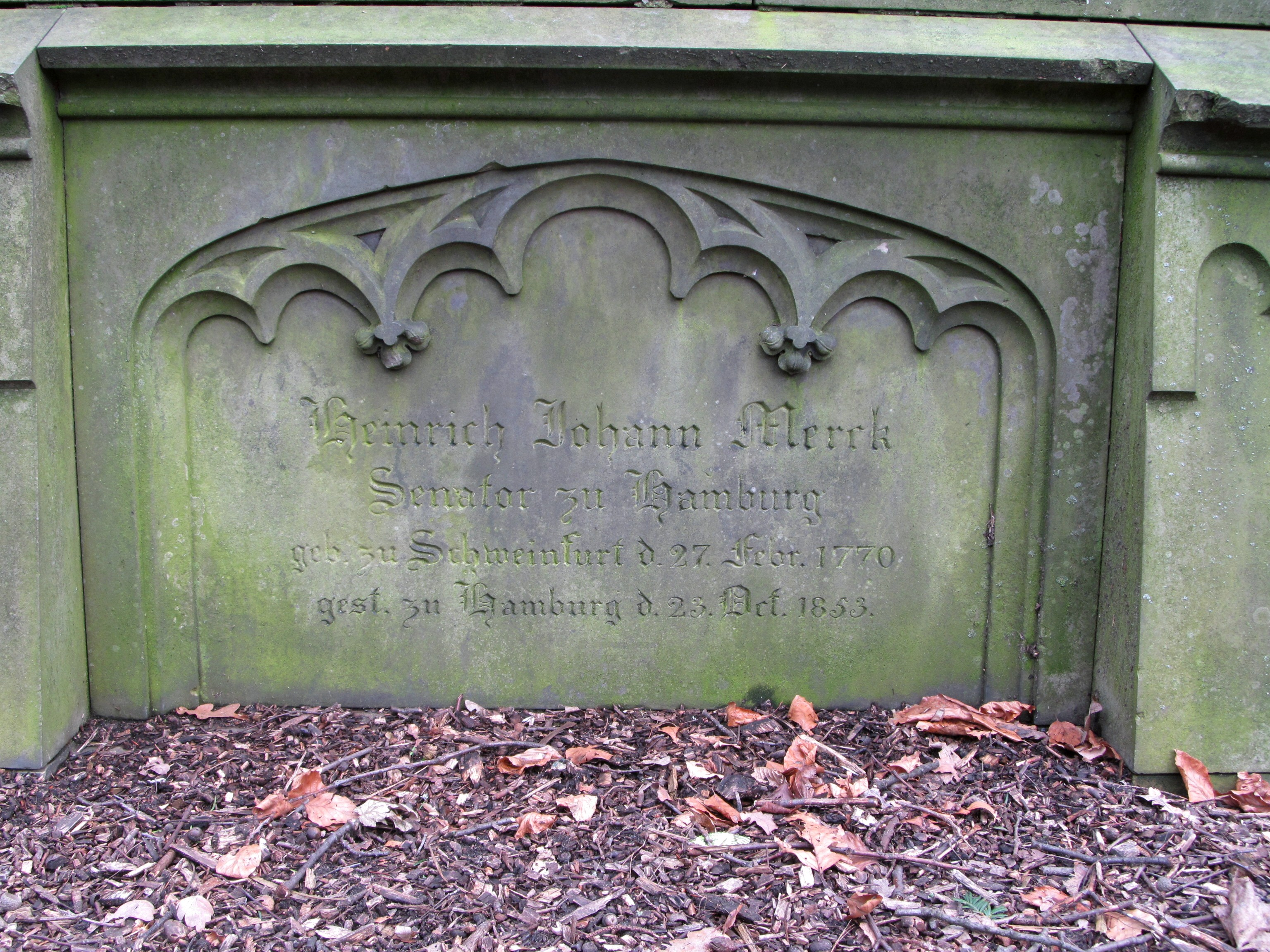
Epitaph am Merck'schen Familiengrab im heutigen Jacobipark in Hamburg-Eilbek

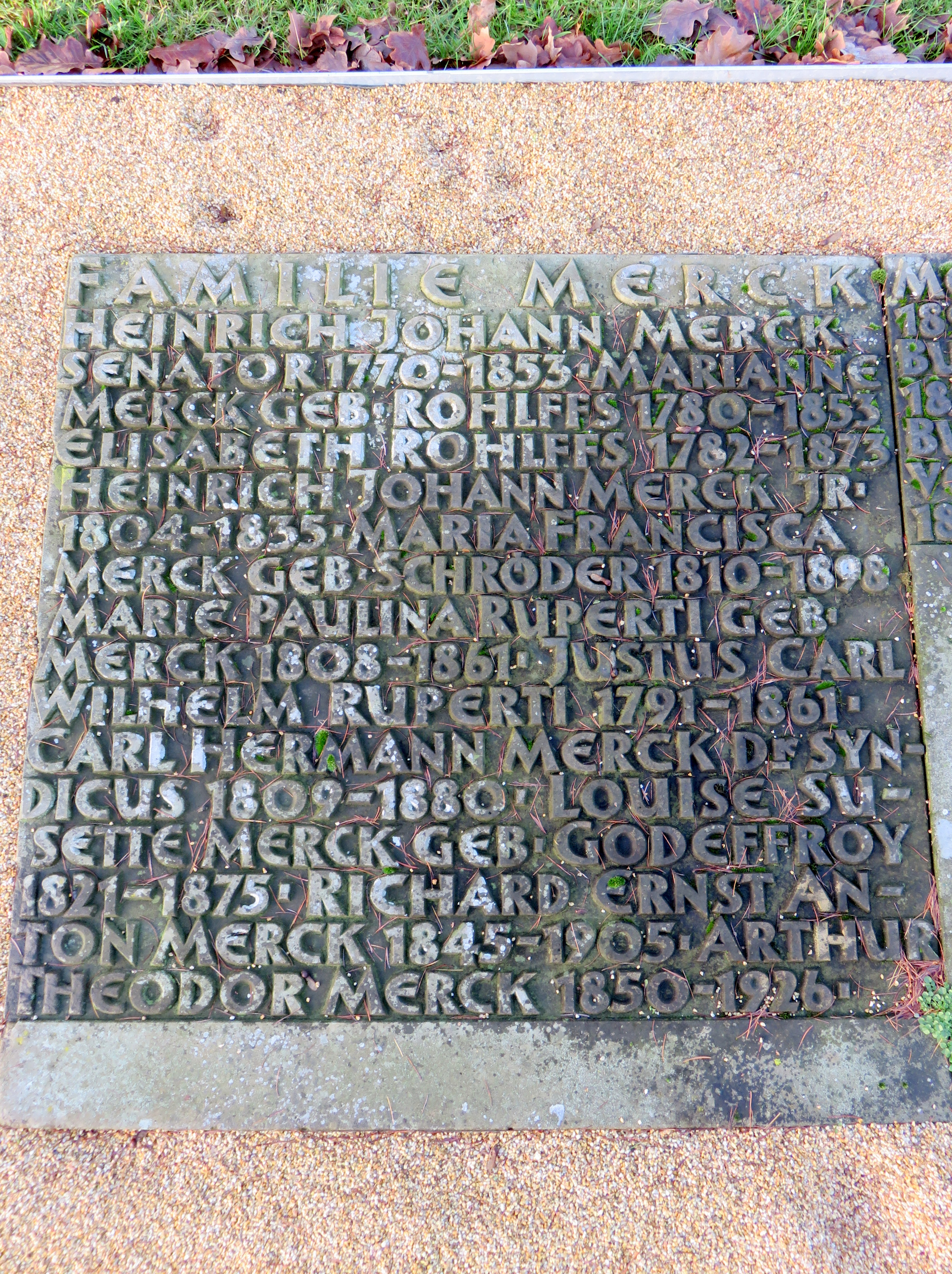
Heinrich Johann Merck Senator, Marianne Merck geb. Rohlffs, Heinrich Johann Merck Jr., Friedhof Ohlsdorf

Heinrich Johann Merck (* 27. Februar 1770 in Schweinfurt; † 23. Oktober 1853 in Hamburg) war ein deutscher Kaufmann, Gründer des Handelshauses H. J. Merck & Co. und Hamburger Senator.

## Leben
Merck wurde als siebtes Kind des Schweinfurter Stadtsyndicus Johann Christian Merck (1728–1811) und seiner Frau Magdalene, geb. Schöpf, geboren. Nach einer kaufmännischen Lehre in Straßburg ging er 1793 nach Hamburg und erlangte dort 1799 das Bürgerrecht. Im selben Jahr machte er sich selbständig und handelte zunächst mit englischem Baumwollgarn. Nach Verhängung der Kontinentalsperre engagierte er sich erfolgreich im Schmuggelhandel über Helgoland und galt bald als einer der reichsten Männer Hamburgs. Die französischen Besatzer setzten Merck daher auf eine schwarze Liste und verlangten 1813 von ihm, dass er ein Sechstel der Kontribution in Höhe von 48 Millionen Mark, die Hamburg von Napoleon auferlegt worden war, aus seinem Privatvermögen bezahlen sollte. Er konnte sich der Forderung jedoch entziehen, indem er die Stadt verließ.
Nach dem Abzug der Franzosen erweiterte Merck sein Geschäft, das fortan unter dem Namen H. J. Merck & Co. firmierte, und gründete Tochterfirmen in Manchester und Leipzig, über die er englisches Baumwollgarn an die entstehende mitteldeutsche Textilindustrie weiterverkaufte. Daneben handelte er mit Getreide und Zink aus Schlesien, betätigte sich als Reeder, Bankier und im Versicherungsgeschäft. Er war sowohl an der Gründung der Hamburg-Amerikanischen Packetfahrt-Actien-Gesellschaft (HAPAG) als auch der Norddeutschen Bank, einem Vorläuferinstitut der heutigen Deutschen Bank, beteiligt.
Parallel zu seiner Geschäftstätigkeit übte Merck mehrere Ehrenämter in Hamburg aus. 1800 wurde er in den Bund der Freimaurer aufgenommen; er war Mitglied der Loge Emanuel zu Hamburg, seit 1838 Repräsentant der Großloge von England bei der Großen Loge von Hamburg und seit 1850 Ehrengroßmeister der letztern. Zudem amtierte er als Vorsteher des Hamburger Freimaurer-Krankenhauses. Er war „Waisenhausbürger“, kaufmännischer Richter am Niedergericht, Bankbürger und Jurat. 1820 wurde er schließlich in den Hamburger Senat gewählt, nachdem er zuvor bereits als Mitglied im „Zwanzigerausschuss“ an der Neuordnung der Hamburger Verwaltung nach dem Ende der Franzosenzeit mitgewirkt hatte.
1816 erwarb Merck ein Gartengrundstück in Horn und ließ dort anstelle des alten Landhauses von Franz Gustav Forsmann eine klassizistische Villa errichten. Merck galt als großer Pflanzenliebhaber und züchtete auf seinem Landsitz unter anderem Dahlien und Orchideen. Nach ihm wurde die Merck-Dahlie (Dahlia merkii) benannt. Nach Mercks Tod und mehreren Besitzerwechseln, darunter ein Bruder des Werftbesitzers Hermann Blohm, ging das Areal 1928 in städtischen Besitz über und ist heute als Blohms Park bekannt.  
Merck war zweimal verheiratet. Seine erste Frau Marie Catharine Danckert (1771–1809) verstarb wenige Wochen nach der Geburt ihres vierten Kindes Carl Hermann Merck. Der zweiten Ehe mit der Hamburger Kaufmannstochter Marianne Rohlffs (1780–1853) entstammten Ernst Merck und Theodor Merck. Heinrich Johann Merck wurde in einem Familiengrab auf dem neuen St.-Jacobi-Friedhof, dem heutigen Jacobipark in Hamburg-Eilbek, beerdigt.
An Heinrich Johann Merck, seine zweite Ehefrau Marianne (1780–1853) und seinen ältesten Sohn Heinrich Johann Merck (1804–1835) aus der ersten Ehe wird auf der Sammelgrabplatte Familie Merck des Althamburgischen Gedächtnisfriedhofs, Friedhof Ohlsdorf, erinnert.